# Fly on the Wings of Love
"Fly on the Wings of Love" ("Voa nas asas do amor") foi a canção vencedora do Festival Eurovisão da Canção 2000 que se realizou em Estocolmo no dia 13 de maio desse ano, em representação da Dinamarca.
A referida canção foi interpretada em inglês pelo duo Olsen Brothers. Foi a décima-quarta canção a ser interpretada na noite do festival, a seguir à canção da Espanha "Colgado de un sueño", cantada por  Serafín Zubiri e antes da canção da Alemanha "Wadde hadde dudde da?", interpretada por Stefan Raab. Terminou a competição em 1.º lugar, tendo recebido um total de 195 pontos. No ano seguinte, em 2001, a Dinamarca foi representada por "Never Ever Let You Go", interpretada por Rollo & King. No ano seguinte, em 2001, os vencedores foram Tanel Padar e Dave Benton, com a canção "Everybody".

## Autores
- Letrista: Jørgen Olsen
- Compositor: Jørgen Olsen

## Letra
A canção é uma balada de amor, com os cantores descrevendo a beleza de uma mulher. The . Excecionalmente para qualquer música pop (e muito menos neste concurso), as letras fortemente implicam que esta é uma beleza, que melhorou com a idade - isto é ainda mais explícito na versão original em dinamarquês "Smuk som et stjerneskud" ("Linda com uma estrela cadente").

## Outras versões
- "Smuk som et stjerneskud" (dinamarquês)
- "Weil nur die Liebe zählt" (2002) (em alemão)
- TA2's radio mix (em inglês) [3:41)
- TA2's extended mix  (em inglês) (4:51)
- Mike B. trunkin radio mix (em inglês) [3:38]
- Mike B. trunkin extended mix (em inglês) [5:52]
- TA2's radio mix (dinamarquês) [3:41]
- versão karaoke

## Polémica
A música também é memorável pela utilização de efeitos  vocoding utilizados durante o refrão final, que permitiram um som parecido com um robô. Estes efeitos foram objeto de um protesto da delegação russa, porém não foram considerados como contra as regras do festival  e o resultado permaneceu.